# Monica Wilderoth
Monica Margareta Wilderoth, född 28 oktober 1973 i Halmstad, är skådespelerska, regissör, författare och dramatiker. 

## Biografi
Wilderoth arbetade på Stockholms improvisationsteater och som kåsör i Sveriges Radio P3:s program Folkradion några år under 1990-talet och gick sedan Teaterhögskolan i Malmö 1996–2000, varefter hon startade den prisbelönta gruppen Teater Terrier i Malmö år 2000 tillsammans med tre studiekamrater.
Hon har därefter spelat på Teater Västernorrland och i Spetsprojektet på Östgötateatern och Riksteatern 2005-2010. 2012- 2013 var hon teaterchef för Borås Stadsteater. 2014 arbetade hon på Göteborgs Stadsteater i två produktioner regisserade av Suzanne Osten och Jenny Andreasson. 
År 2016 arbetade Monica Wilderoth på Stockholm Stadsteater där hon dramatiserade och regisserade Susanna Alakoskis bok April i Anhörigsverige. 
År 2016 regisserade hon sin egen pjäs Som du. Som dom. Som jag. på Folkteatern i Gävleborg. 
Monica Wilderoth har undervisat i 16 år som scenframställningpedagog på Teaterhögskolan i Malmö. 
Klass och kön är huvudteman för Monica Wilderoth när hon skriver.   
Wilderoth har skrivit egna pjäser och andra i samarbeten. Hon debuterade som romanförfattare 2010 med boken Jag ska räkna till hundra och aldrig sluta leta (Norstedts).
Hon är Konstnärlig Teaterchef på Byteatern Kalmar Länsteater. 

## Teater

### Roller och arbeten i urval
| År        | Roll                         | Produktion                                                                             | Regi                         | Teater                            |
| --------- | ---------------------------- | -------------------------------------------------------------------------------------- | ---------------------------- | --------------------------------- |
| 2000      |                              | Tredje rikets fruktan och elände (Furcht und Elend des dritten Reiches) Bertolt Brecht | Johan Bernander              | Teaterhögskolan i Malmö           |
| 2002      |                              | Jag skulle ha ropat för länge sedan                                                    |                              | Teater Terrier                    |
| 2003      |                              | Hamlet William Shakespeare                                                             | Cezaris                      | Teater Terrier                    |
| 2007      |                              | Räddad Alfhild Agrell                                                                  | Jenny Andreasson             | Östgötateatern                    |
| 2008      |                              | Drottning på kryckor Frida Stéenhoff och Victoria Benedictsson                         | Jenny Andreasson             | Östgötateatern                    |
| 2008      | Harriet                      | Syskonbädd Stina Aronson                                                               | Jenny Andreasson             | Riksteatern                       |
| 2009      | Cecilia                      | Nära livet                                                                             | Jenny Andreasson             | Östgötateatern/Örebros Länsteater |
| 2010      | kvinnan                      | Nomaderna                                                                              | Monica Wilderoth             | Östgötateatern                    |
| 2012-2013 | Teaterchef Borås Stadsteater | Teaterchef Borås Stadsteater                                                           | Teaterchef Borås Stadsteater | Teaterchef Borås Stadsteater      |
| 2014      |                              | Sylvi Minna Canth                                                                      | Jenny Andreasson             | Göteborgs stadsteater             |
| 2014      |                              | I Annas garderob Ann-Sofie Bárány                                                      | Suzanne Osten                | Göteborgs stadsteater             |
| 2019      | Bonnie                       | Ett självmords anatomi Alice Birch                                                     | Suzanne Osten                | Malmö Stadsteater                 |
| 2019      | monolog                      | Fallfrukt                                                                              | Martin Rosengardten          | Östgötateatern/Riksteatern        |

### Regi (ej komplett)
| År   | Produktion             | Upphovsmän       | Teater                   |
| ---- | ---------------------- | ---------------- | ------------------------ |
| 2012 | Nomaderna              | Monica Wilderoth | Östgötateatern           |
| 2016 | April i anhörigsverige | Susanna Alakoski | Kulturhuset Stadsteatern |
| 2018 | Lupinerna              | Monica Wilderoth | Östgötateatern           |
| 2020 | Ett dockhem            | Henrik Ibsen     | Västmanlands Teater      |

### Pjäser
- Ingens lilla flicka längre
- Nåt annat
- Roy (2011)
- Nomaderna (2010)
- Som du. Som dom. Som jag. (2016)
- Lupinerna (2018)
- Fallfrukt (2018)

Skrivna under Teater Terrier (2001-2005): Nu när allt är egendomligt, Ingens lilla flicka längre, Jag skulle ha ropat för länge sedan, Om det dom gjorde.

### Böcker
- Jag ska räkna till hundra och aldrig sluta leta (Norstedts 2010)
- Manifest för teatern (2017)
- Fallfrukt (Atlas 2019)